# Agelacida
Agelacida is een geslacht van kevers uit de familie bladkevers (Chrysomelidae).
De wetenschappelijke naam van het geslacht werd in 1898 gepubliceerd door Martin Jacoby.

## Soorten
- Agelacida marginata Jacoby, 1898